# Östergötlands runinskrifter 31
Runinskrift Ög 31 är den övre delen av en runsten som står i närheten av Å kyrka i Å socken, Östergötland. Ytterligare två runstenar står här på åskammen, nämligen Ög 32 och Ög 33. 

## Stenen
Stenen är av ljus granit och den är spräckt mittitu. Den är 1,0 meter hög, 1,55 meter bred och 0,2 meter tjock. Ristningens runslinga går längs stenens ytterkant och är dubbel på dess vänstra sida. Stenen har ett stadigt kors förankrat i dess mitt. Den översatta runinskriften följer nedan:

## Inskriften
Runsvenska: frustin : riti : stin : þina : iftR : sikmut : uk : ukitRi : an ua : burþ 
Normaliserad: Frøystæinn retti stæin þenna æftiR Sigmund ok okætRi hann va byrð
Nusvenska: Frösten reste denna sten efter Sigmund och mindre glad dit förde han bördan.